# السودان في الألعاب الأولمبية الصيفية 1960
تنافس السودان في الألعاب الأولمبية الصيفية لأول مرة في الألعاب الأولمبية الصيفية لعام 1960 في روما، إيطاليا. شارك في الألعاب الأولمبية عشرة متنافسين، جميعهم رجال، في عشرة أحداث في أربع رياضات.

## ألعاب القوى
رجال
أحداث المسار والطرق
| رياضي       | حدث         | حرارة | حرارة | الربع النهائي | الربع النهائي | الدور قبل النهائي | الدور قبل النهائي | أخير     | أخير     |
| رياضي       | حدث         | نتيجة | رتبة  | نتيجة         | رتبة          | نتيجة             | رتبة              | نتيجة    | رتبة     |
| ----------- | ----------- | ----- | ----- | ------------- | ------------- | ----------------- | ----------------- | -------- | -------- |
| حمدان الطيب | 100 م       | 11.1  | 6     | لم يتقدم      | لم يتقدم      | لم يتقدم          | لم يتقدم          | لم يتقدم | لم يتقدم |
| إسحاق إيلي  | 110 م حواجز | DNF   | DNF   | لم يتقدم      | لم يتقدم      | لم يتقدم          | لم يتقدم          | لم يتقدم | لم يتقدم |

## ملاكمة
رجال
| رياضي          | حدث            | 1 جولة                             | 2 جولة                          | 3 جولة        | الدور ربع النهائي | الدور نصف النهائي | أخير     | أخير     |
| رياضي          | حدث            | المنافس نتيجة                      | المنافس نتيجة                   | المنافس نتيجة | المنافس نتيجة     | المنافس نتيجة     | رتبة     | رتبة     |
| -------------- | -------------- | ---------------------------------- | ------------------------------- | ------------- | ----------------- | ----------------- | -------- | -------- |
| سيد عبد القادر | وزن الريشة     | فيل لوندرجون (بريطانيا العظمى) · خ | لم يتقدم                        | لم يتقدم      | لم يتقدم          | لم يتقدم          | لم يتقدم | لم يتقدم |
| محمد رزق الله  | وزن خفيف الوسط | —                                  | سيد النحاس (سوريا) · خ          | لم يتقدم      | لم يتقدم          | لم يتقدم          | لم يتقدم | لم يتقدم |
| محمد فرج الله  | وزن الوسط      | —                                  | جيمي لويد (بريطانيا العظمى) · خ | لم يتقدم      | لم يتقدم          | لم يتقدم          | لم يتقدم | لم يتقدم |

## الرماية
ثلاثة رماة مثلوا السودان في عام 1960.
رجال
| رياضي     | حدث                             | مؤهل  | مؤهل | أخير     | أخير     |
| رياضي     | حدث                             | نتيجة | رتبة | نتيجة    | رتبة     |
| --------- | ------------------------------- | ----- | ---- | -------- | -------- |
| جبريل علي | بندقية 50 متر رجال ثلاثة أوضاع  | 454   | 36   | لم يتقدم | لم يتقدم |
| جبريل علي | - البندقية 50 مترًا منبطحًا رجال  | 357   | 40   | لم يتقدم | لم يتقدم |
| عمر انس   | بندقية 300 متر رجال ثلاثة أوضاع | 812   | 37   | لم يتقدم | لم يتقدم |
| عمر انس   | بندقية 50 متر رجال ثلاثة أوضاع  | 381   | 37   | لم يتقدم | لم يتقدم |
| عمر انس   | - البندقية 50 مترًا منبطحًا رجال  | 351   | 42   | لم يتقدم | لم يتقدم |
| باشا بكري | بندقية 300 متر رجال ثلاثة أوضاع | 421   | 39   | لم يتقدم | لم يتقدم |

## رفع الاثقال
رجال
| رياضي         | حدث      | الصحافة العسكرية | الصحافة العسكرية | خطف   | خطف  | نظيفة ورعشة | نظيفة ورعشة | المجموع | رتبة |
| رياضي         | حدث      | نتيجة            | رتبة             | نتيجة | رتبة | نتيجة       | رتبة        | المجموع | رتبة |
| ------------- | -------- | ---------------- | ---------------- | ----- | ---- | ----------- | ----------- | ------- | ---- |
| ابراهيم متولي | 67,5 كجم | 85.0             | 29               | 72.5  | 28   | 105.0       | 27          | 262.5   | 25   |
| ميرزا عادل    | 75 كجم   | 90.0             | 23               | 85.0  | 21   | 115.0       | 20          | 290.0   | 20   |

## روابط خارجية
- التقارير الأولمبية الرسمية